# Ganda-Sundi
Pour les articles homonymes, voir Ganda.
Ganda-Sundi est une localité de la République démocratique du Congo, située dans la province du Bas-Congo.